# IPadOS 17
iPadOS 17 est la quatorzième version majeure du système d'exploitation iPadOS développé par Apple pour sa gamme de tablettes iPad. Le successeur d'iPadOS 16 a été annoncé lors de la conférence des développeurs d'Apple (WWDC 2023) le 5 juin 2023. Juin 
´Cette nouvelle version abandonne la prise en charge de la première génération d'iPad Pro, ainsi que la cinquième génération de l'iPad, faisant ainsi la première mouture à ne fonctionner qu'avec des iPad compatibles avec l'Apple Pencil.
La première bêta pour les développeurs est sortie le 5 juin 2023, la version bêta destinée au public est prévue en juillet.

## Fonctionnalités
Plus d'informations, voir iOS 17 § Fonctionnalités

### Écran verrouillé
Plus d'informations, voir iOS 16 § Écran de verrouillage
- L'écran verrouillé a été repensé pour ressembler davantage à l'apparence d'iOS 16 et versions ultérieures[3].

### Manipulation des documents PDF
- iPadOS peut maintenant identifier les champs des formulaires PDF permettant d'écrire à l'intérieur plus facilement[3].

### Siri
- Il n'est plus nécessaire de dire « Dis, Siri » pour invoquer l'assistant personnel d'Apple, « Siri » suffit désormais.

### Application Santé
- Cette application présente depuis iOS 8 sur iPhone est disponible sur l'iPad[3],[4],[1].

### Application Notes
- Possibilité de collaborer en temps réel avec plusieurs utilisateurs sur des documents PDF[3],[1].

### Application Mail
- Lorsque l'utilisateur reçoit un mot de passe à usage unique (OTP) dans l'app Mail, l'iPad va automatiquement le saisir[5].

## Appareils compatibles
iPadOS 17 est compatible sur les iPad avec des puces A10 ou plus récentes, supprimant la prise en charge des iPad équipés de puces A9 et A9X comme l'iPad Pro de première génération, ainsi que l'iPad de cinquième génération.
iPadOS 17 sera compatible avec les appareils avec les puces A10 ou plus récentes, cependant, les périphériques avec puce A10 et A10X SoC (c'est-à-dire l'iPad Pro de deuxième génération, l'iPad de sixième et septième génération) pourraient ne pas avoir certaines fonctionnalités.
- iPad Air (3e génération)
- iPad Air (4e génération)
- iPad Air (5e génération)
- iPad (6e génération)
- iPad (7e génération)
- iPad (8e génération)
- iPad (9e génération)
- iPad (10e génération)
- iPad Mini (5e génération)
- iPad Mini (6e génération)
- iPad Pro (tous sauf première génération)